# Molophilus (Molophilus) angustilamina
Molophilus (Molophilus) angustilamina is een tweevleugelige uit de familie steltmuggen (Limoniidae). De soort komt voor in het Afrotropisch gebied.